# Aboim (Amarante)
Aboim ist eine Gemeinde im Norden Portugals.
Am 29. September 2013 wurden die Gemeinden Aboim, Chapa und Vila Garcia zur neuen Gemeinde União das Freguesias de Vila Garcia, Aboim e Chapa zusammengefasst.

## Wappen
In Gold eine einbogige schwarzgemauerte Brücke auf der ein rotbewehrter grüner Hahn steht. Durch einen Wellenschnitt ist der blaue Schildfuß mit der silbernen Welle abgeteilt. Auf dem Schild ruht eine dreitürmige Mauerkrone. Im weißen Band am Schildfuß der Ortsname in schwarzen Buchstaben „ABOIM  - AMARANTE “

## Söhne und Töchter der Stadt
- Manuel Vieira Pinto (1923–2020), Erzbischof von Nampula